# Správčice
Správčice (niem. Sprawtschitz) – część hradeckiej dzielnicy Věkoše, która jest położona po lewej stronie Łaby.

## Geografia i przyroda

### Położenie
Správčice są położone na obszarze Kotliny Czeskiej, po lewej stronie rzeki Łaby. Część jej dawnego obszaru należy dzisiaj do miejscowości Předměřice nad Labem, a na terenie kolejnej części jest byłe lotnisko wojskowe. Ich współrzędne geograficzne: 50° 15' 9.189" długości geograficznej wschodniej oraz 15° 50' 7.084" szerokości geograficznej północnej (budynek byłej fermy).

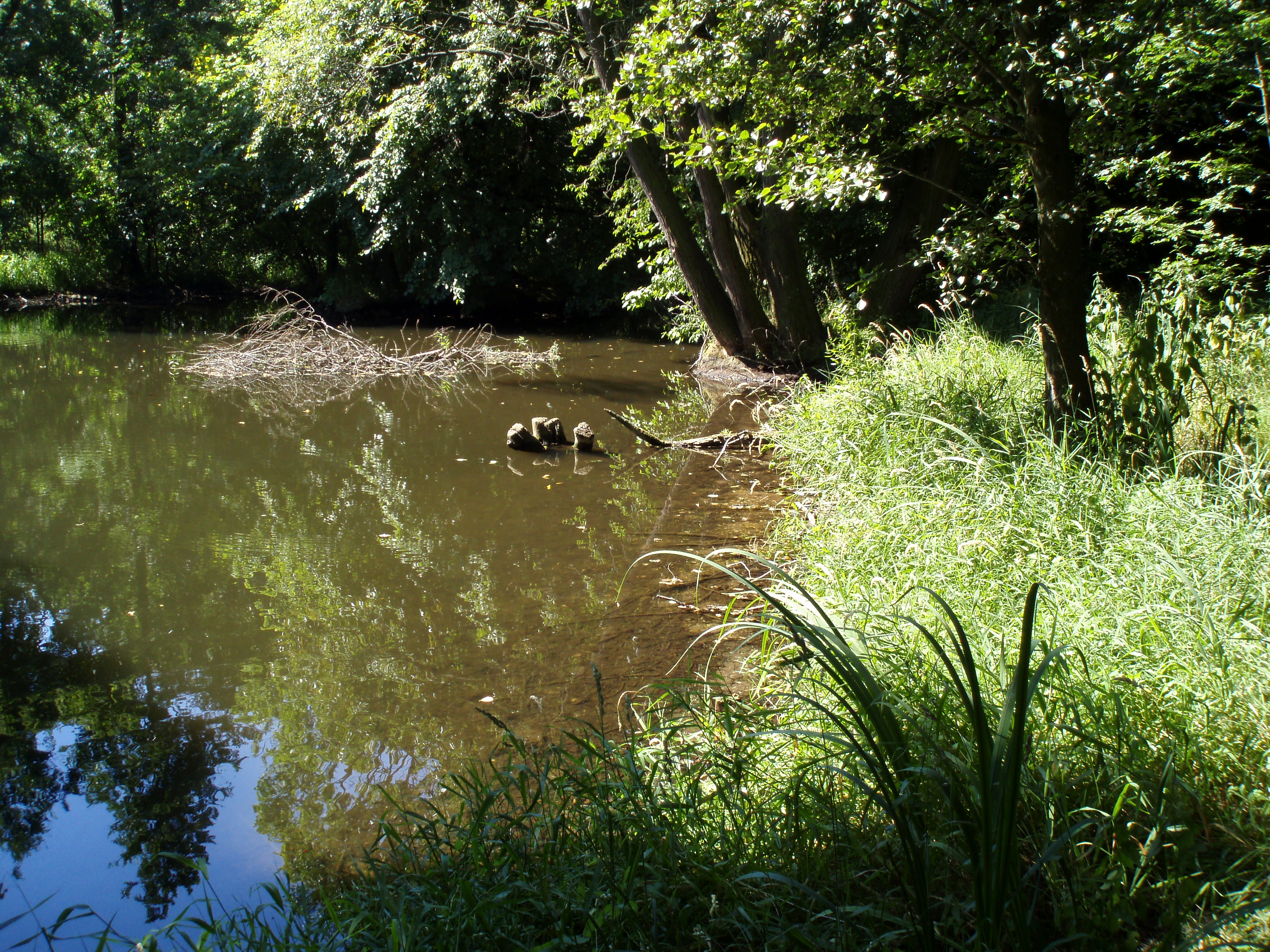
Ornstova jezera

### Hydrologia
Správčice leżą w dorzeczu Łaby i w ich okolicy znajduje się kilka stawów (Správčický písník, Ornstova jezera, Písník pod Ornstovými jezery), które przyciągają wielu wędkarzy, ale również pływaków, nurków oraz żeglarzy.

### Geologia
Pagórkowaty teren składający się z wapiennych mułowców i iłowców z wkładkami margli santonu i koniaku, które są w dużej mierze pokryte osadami czwartorzędowymi, głównie z okresu holocenu w północnej części, przy stawie Správčickim (pozostałość po byłej kopalni piasku). 

### Fauna i flora
Lokalna fauna i flora składa się z typowych gatunków Europy Środkowej. Reprezentowana zwłaszcza przez rośliny i zwierzęta lasów łęgowych, które mieszają się z dęąbrowami (tzw. Dotřelův háj).

### Ochrona przyrody
W Správčicach nie znajdują się obszary chronione.

## Demografia

### Liczba ludności
| Rok             | 1869 | 1910 |
| --------------- | ---- | ---- |
| Liczba ludności | 86   | 62   |

Źródło: Seznam míst v království Českém. Sestaven na základě úředních dat k rozkazu c.k. místodržitelství, Praha 1879 oraz 1913

## Historia
Początki Správčic sięgają bardzo dawnych wieków. Potwierdzają to odkryte szczątki prehistorycznej osady kultury łużyckiej przy drodze do Předměřic, w latach 1880 i 1893, do których zostały dodane rzeczy znalezione na polach użytkowanych przez rodzinę Píšów w latach osiemdziesiątych oraz dziewięćdziesiątych XIX w. Do kolejnych odkryć doszło w latach 1923–1924, podczas budowy drogi powiatowej (4 groby z młodszej epoki brązu).
Ale pierwsza pisemna wzmianka o Správčicach pojawia się dopiero w 1816 r. Miejscowość ta zawsze była związana z życiem politycznym, społecznym i kulturalnym miejscowości w okolicy, zwłaszcza Věkoš, do których została w 1850 r. dołączona jako osiedle. Dzieci chodziły do szkoły najpierw do Pouchov, a potem do Věkoš.
Osiedle również nie uniknęło zniszczeń w czasie wojny austriacko-pruskiej 1866. W lipcu 1866 r. tędy przeszła druga dywizja jazdy lekkiej pod dowództwem księcia Taxisa.
Pod koniec XIX w. często przebywał na miejscowym gospodarstwie rolnym polityk, ekonomista oraz prawnik JUDr. Josef Kaizl, w latach 1898–1899 pierwszy czeski minister finansów w rządzie Austro-Węgier. Správčice były także celem wielu podróży, odbyło się tutaj kilka koncertów oraz zebrań, nie tylko politycznych (ogród V. Ornsta). Od końca lat dwudziestych XX w., w pobliżu odbyło się w związku z istnieniem lotniska kilka wypadków lotniczych, np. w 1935 r.. Do 1930 r. Správčice były osiedlem Věkoš. Potem stały się osiedlem Hradca Králové (1930–1950). Po oddzieleniu Věkoš od miasta zostały częścią tej miejscowości. W 1961 r. doszło do połączenia Věkoš oraz Pouchova i w tej wspólnocie Správčice zostały do 1971 r., gdy Pouchov wraz z Věkošami oraz Správčicami stał się częścią miasta Hradec Králové.

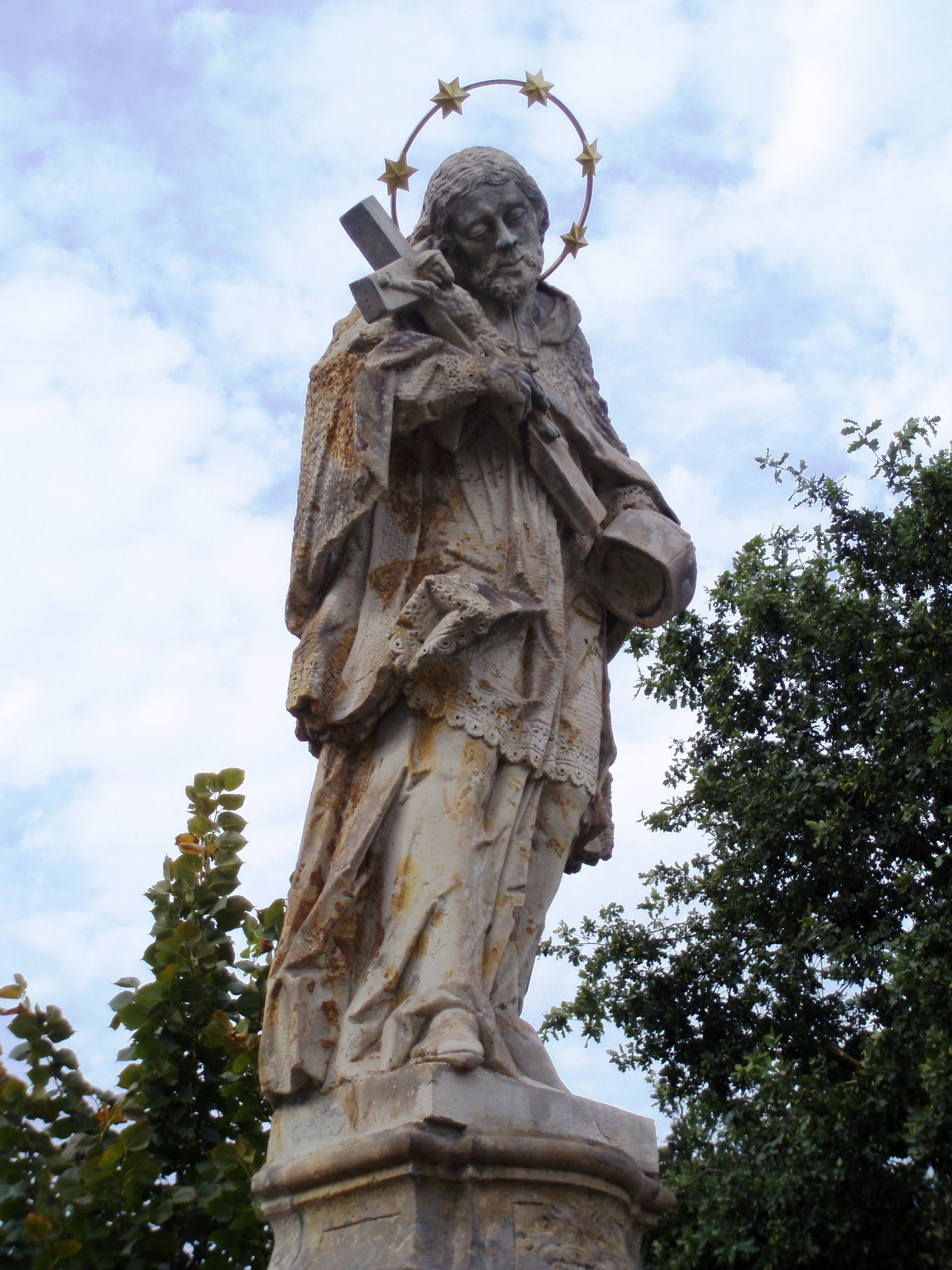
Rzeźba św. Jana Nepomucena

## Zabytki
- Rzeźba św. Jana Nepomucena
- Kapliczka św. Wacława na polach między gruntami w kierunku  Ruseku (tzw. „Píšovka“, nazwa pochodziła od ówczesnych właścicieli miejscowego majątku, już nie istnieje wraz z 100-letnią lipą)

## Przemysł
Dziś już nie istnieje. Wcześniej Správčice znane dzięki kowalsko-kołodziejskiemu oraz ślusarskiemu warsztatowi Václava Valáška, który został założony w 1830 r. W okresie rozkwitu zatrudniał on około 40 robotników. Miał jednak kłopoty i 21 listopada 1896 wraz z całą rodziną zniknął bez śladu. Ludzie obawiali się o jego los, na szczęście początkiem grudnia tego roku sam wrócił do domu.

## Rolnictwo
Rolnictwo ma tutaj wielowiekową tradycję. Lokalna posiadłość ziemska zawsze była w centrum wszystkich zdarzeń. Reżim komunistyczny jednak przyniósł spadek w postaci działalności Państwowego Gospodarstwa Rolnego i dzisiaj tu jest tylko spółka akcyjna Agropodnik Hradec Králové, która oferuje sprzedaż nawozów, ekspertyzy w zakresie stosowania nawozów, produkcję nawozu roślinnego, transport materiałów oraz zbiór produktów rolnych.